# 祁云飞
祁云飞（1991年1月5日—），是一名中国足球运动员，司职中场。目前效力于中甲球队新疆天山雪豹。

## 俱乐部生涯
祁云飞出自武汉市传统足球名校新合村小学。2008年进入河南建业队一线名单参加中超联赛。第一次代表球队出场是2008年9月7日对阵长沙金德。之后几年祁云飞并没有获得联赛上场机会。2012年转会至新组建的家乡球队湖北华凯尔征战中乙联赛并帮助球队晋升中甲。后随队主场迁至新疆。